# 作曲集団「風の会」
作曲集団「風の会」は、吹奏楽を主に作曲・編曲する日本人音楽家によって結成されたアマチュア作曲家のサークル活動。1989年12月に結成された。「アマチュアのためのアマチュアによる曲作り」をモットーとする。具体的な活動内容については不明な点が多いが、メンバーの作品は主に行進曲の形態である。これまでにメンバーの作品を集めたCDが2枚発売されている。

## 入会条件
下記条件のうちいずれか1つを満たすこととされている。
1. 全日本吹奏楽コンクール課題曲に自作が選出されること
2. JBA下谷賞で入賞すること
3. 笹川賞（1974年～1993まで日本音楽財団が主宰していた吹奏楽曲の公募コンクール）に入賞すること

## メンバー（五十音順）
- 阿部勇一[4]
- 岩下章二
- 大石美香
- 坂本智
- 神明
- 杉本幸一[5]
- 田嶋勉[6]
- 野村正憲[7]
- 長谷川浩一
- 松尾善雄
- 矢部政男[8]
- 渡部哲哉

※Wikipediaに項目がなく、かつ脚注のないメンバーは、CD「ハロー!!マーチフレンズ　ブックレット」プロフィールページに依る